# Konstantin Krawczuk
Konstantin Krawczuk (ur. 23 lutego 1985 w Moskwie) – rosyjski tenisista, reprezentant kraju w Pucharze Davisa, medalista Letniej Uniwersjady 2013.

## Kariera tenisowa
W 2004 roku otrzymał status profesjonalisty. W cyklu ATP Challenger Tour Rosjanin zwyciężył w 3 turniejach w grze pojedynczej. Najwyżej sklasyfikowany w rankingu singlistów był na 78. miejscu w listopadzie 2016 roku.
W grze podwójnej wygrał 13 turniejów ATP Challenger Tour. Najwyżej w klasyfikacji deblowej był na 100. pozycji w połowie marca 2014 roku.
Od 2013 roku jesr reprezentantem Rosji w Pucharze Davisa.
Startując w grze pojedynczej w turniejach wielkoszlemowych, pierwszy raz do głównego turnieju zakwalifikował się na Wimbledonie 2014.

### Zwycięstwa w turniejach ATP Challenger Tour w grze pojedynczej
| Końcowy wynik | Nr | Data                 | Turniej         | Nawierzchnia    | Przeciwnik        | Wynik finału  |
| ------------- | -- | -------------------- | --------------- | --------------- | ----------------- | ------------- |
| Zwycięzca     | 1. | 30 listopada 2009    | Chanty-Mansyjsk | Dywanowa (hala) | Marcel Granollers | 1:6, 6:3, 6:2 |
| Zwycięzca     | 2. | 8 maja 2016          | Pusan           | Twarda          | Daniel Evans      | 6:4, 6:4      |
| Zwycięzca     | 3. | 15 października 2016 | Taszkent        | Twarda          | Denis Istomin     | 7:5, 6:4      |